# Szpigat
Szpigat – odpływnik w postaci otworu umożliwiającego spływanie niepożądanej wody na jednostce pływającej.
Zasadniczo terminem tym nazywany jest przepust zęzowy czyli odpływnik stosowany na małych jednostkach pływających, na których nie stosuje się wodoszczelnych grodzi. Jest on w postaci przelotowego wycięcia w dolnej krawędzi każdego z denników, a umożliwia spływanie wody z przestrzeni między dennikami do zęzy. Dla udrażniania tych przelotów można stosować łańcuszek lub pręt przechodzący przez wiele tych otworów.
Termin ten stosowany jest również dla odpływnika pokładowego (inna nazwa to skalops) na dużych jednostkach. W tym znaczeniu są to otwory rozmieszczone równomiernie w nadburciu, umożliwiające spływanie wody z pokładu za burtę jednostki. Zazwyczaj wzdłuż krawędzi pokładu biegnie wtedy waterwajs, czyli rynna w postaci zagłębienia w powierzchni pokładu prowadząca do tych przepustów. W marynarce handlowej każdy odpływnik (nawet w pomieszczeniach kuchni, sanitarnych) połączony z instalacją ściekową jest określany tym samym terminem.